# NGC 462
NGC 462 je galaksija u zviježđu Ribe.

## Vanjske poveznice
- SEDS: NGC 462